# シクロファン

図1 シクロファン。(I) [n]メタシクロファン、(II)[n]パラシクロファン、(III)[n,n']パラシクロファン

シクロファン（英: cyclophane）とは、ベンゼンなどの芳香環（マンキュード環系）の2ヶ所以上が、炭素などの鎖状構造の架橋によって環状に結びついた構造を持つ大環状化合物の総称。多数の芳香環や架橋を含んだ複雑なかご状のシクロファンも知られる。有機構造化学において、芳香環のひずみについて研究するための材料とされる。天然化合物や医薬品にもシクロファン構造を持つものが存在する。
シクロファンの基本的な構造の例として [n]メタシクロファン（図1, I）、[n]パラシクロファン（II）、[n,n']パラシクロファン（III、図では n = n'）を挙げる。接頭語の「メタ」「パラ」は、芳香環上で置換されている炭素の位置関係を示し、n は架橋部位の炭素数を示す。

## 構造
[n]パラシクロファンのベンゼン環は舟型にひずんでいるが、芳香族性は示す。n が小さくなるとベンゼン環のひずみはより大きくなり、平面からずれる。X線結晶構造解析によると[6]パラシクロファンのベンゼン環は 20.5°平面からひずんでいる。ベンジル位の炭素はさらに 20.2°はずれている。ベンゼン環の炭素-炭素間の距離も、通常のベンゼンではすべて等しいのに比べ、[6]パラシクロファンの場合では 39 pm の違いが生じる。
[6]パラシクロファンはジエンのような反応性を示す。臭素とは 1,4-付加、塩素とは 1,2-付加反応を起こす。

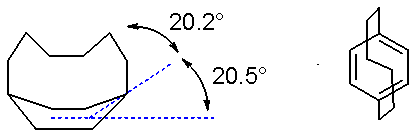
図2 [6]パラシクロファンの構造

プロトンNMRスペクトルでは、[6]パラシクロファンの芳香族プロトンは δ7.2 ppm 付近と、通常の芳香族プロトンのように脱遮蔽されている。一方、架橋の中央にあるメチレン位のプロトンは強く遮蔽を受け、δ−0.5 ppm 付近、テトラメチルシランよりも高磁場側にシグナルが現れる。すなわち、[6]パラシクロファンのベンゼン環は芳香環に特徴的な反磁性的な環電流効果を保っていることが分かる。

## 合成

### [6]パラシクロファン
図3に[6]パラシクロファンの合成法を示す。スピロケトン 1 からバンフォード・スティーブンス反応により、ヒドラゾン 3 が熱分解して発生するカルベン中間体 4 の転位反応を経てシクロファン 5 が得られる。
得られた[6]パラシクロファンは光反応によりデュワーベンゼン 6 に変わる。6 は熱反応で 5 に戻る。6 に過塩素酸銀を施すとさらに転位が起こりジスピロ化合物 7 が生じる。

### [2,2]パラシクロファン
[n,n]パラシクロファンの中で最も研究対象とされてきたものは [2,2]パラシクロファンである。[2,2]パラシクロファンは 1,6-ホフマン脱離によって合成される。